# Witalizm
Witalizm – hipoteza biologiczna zakładająca, że w zjawiskach życiowych są obecne siły witalne (niematerialne, niefizyczne – łac. vis vitalis, fr. élan vital), a fizykochemiczny opis organizmów jest niewyczerpujący.
Witalizm występował w filozofii Platona, a potem szczególnie u Arystotelesa w jego koncepcji duszy (entelechia). Arystoteles i kontynuatorzy jego metody badania procesów biologicznych twierdzili, że każda forma żywa posiada niepodzielną „duszę”, która „rządzi” rozwojem (biosyntezą, cytogenezą, morfogenezą, embriogenezą), procesami adaptacji fenotypowej oraz procesami reperacji i regeneracji. Poglądy Arystotelesa przejął powstały w XIII wieku tomizm, a następnie powstały w wieku XIX  neotomizm. Hans Driesch zaproponował zmodyfikowaną wersję witalizmu tzw. neowitalizm.
Zarówno mechanicyzm, jak i szerzej materializm odrzucały hipotezę witalizmu. Mimo to hipotezy czysto fizyczne (mechanicystyczne) dotyczące opisu życia były łatwo krytykowane. Dopiero gwałtowny rozwój biologii molekularnej pod koniec XX i w początkach XXI wieku spowodował, że witalizm został uznany za hipotezę, która nie poddaje się testom empirycznym i jest uznawany przez większość naukowców za teorię pozanaukową (wykracza poza metodologiczny naturalizm).